# 李美花
李美花（英語：Lee Bee Wah）（1960年10月6日—），新加坡華裔政治人物，曾任义顺集選區國會議員，隸屬人民行動黨。

## 教育
李美花在马来西亚侨民学校（Kiow Min Chinese Primary School）和马六甲圣母女子国民型华文中学（Notre Dame Convent）等学府接受基础教育。
1981-1982年进入新加坡国立大学，后来转入新加坡南洋理工大学修读土木工程学士学位，并于1985年毕业。1989-1990年负笈英国利物浦大学并获得硕士学位。利物浦大学于2011年授予她荣誉博士学位。
2012年，新加坡南洋理工大学向她颁发南洋卓越校友奖。

## 职业生涯
李美花于1996年创办工程顾问公司LBW Consultants LLP，并于2014年1日将之转售。

## 政治生涯
李美花于2006年至2011年担任新加坡宏茂桥集选区国会议员；2011年至2020年任义顺集选区议员，后于2020年国会大选宣布从政坛退休。

## 争议
被指以权谋私，把义顺的工程发给自己的公司：网上曾流传一篇名为“曝光：义顺议员李美花的公司获得建屋局建筑工程”的文章，指义顺集选区国会议员李美花的工程顾问公司LBW Consultants LLP成功获得卡迪一个14层楼的Khatib Court建筑工程，并强调李美花是负责该区的议员。
事隔多日，李美花昨天在面簿贴文澄清，公司早已转售，她目前的重心是为民服务。她指网络上与LBW公司相关的文章是瞎编乱造，还指名道姓指那是上届大选反对党候选人之一陈智祥在重新“流传旧文”。